# Kevin Grevey
Kevin Michael Grevey (Hamilton, Ohio, 12 de mayo de 1953) es un exjugador de baloncesto estadounidense que jugó diez temporadas en la NBA. Con 1,96 metros de altura, lo hacía en la posición de escolta.

## Trayectoria deportiva

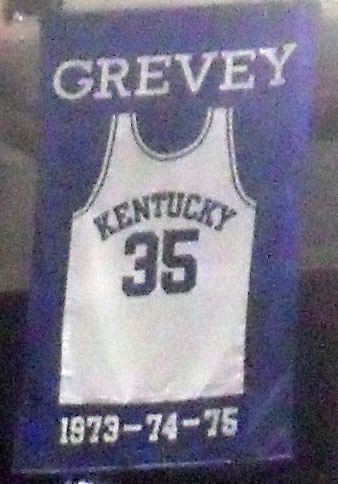
La camiseta de Grevey, retirada por los Wildcats.

### Universidad
Jugó durante cuatro temporadas con los Wildcats de la Universidad de Kentucky, en la que promedió 21,4 puntos y 6,5 rebotes por partido. Fue elegido en sus últimas 3 temporadas en el mejor quinteto de la Southeastern Conference, consiguiendo el premio al Jugador del Año en 1973 y 1975. Como colofón, fue también elegido en su último año en el segundo equipo del All-American. En la actualidad, es el sexto mejor anotador de todos los tiempos de los Wildcats, con 1801 puntos, en una clasificación que encabeza Dan Issel.

### Profesional
Fue elegido en la décima octava posición del Draft de la NBA de 1975 por Washington Bullets. Durante sus dos primeras temporadas se vio relegado al banquillo como tercer base, por detrás de Dave Bing y Phil Chenier, pero su oportunidad llegó en la temporada 1977-78, cuando Bing decidió terminar su carrera en Boston Celtics y Chenier se perdió la pretemporada por una lesión en la espalda. Su entrenador, Dick Motta no tuvo más remedio que ponerlo en el quinteto titular, junto a veteranos como Bob Dandridge, Elvin Hayes y Wes Unseld. La jugada le salió bien, ya que Grevey promedió 15,5 puntos y 3,6 asistencias en la temporada regular.
Su verdadera explosión vendría en los playoffs. Antes del primer partido de la ronda preliminar contra Atlanta Hawks, un entrenador universitario, Howard Garfunkle, se le acercó ofreciéndole su tarjeta de visita para que se la guardara en el calcetín, diciéndole: "después de que perdáis este partido, llámame". Encorajinado, Grevey hizo el mejor partido de su carrera, anotando 43 puntos y logrando la victoria. Tras ese incidente, localizó de nuevo a Garfunkle, diciéndole si tenía más tarjetas de visita, a lo que éste respondió dándole una caja entera. Grevey jugó cada partido de los playoffs con una de ellas dentro de su calcetín. Los Bullets acabaron llegando a las Finales de la NBA y ganándolas ante Seattle Supersonics en el séptimo y definitivo encuentro. Estas finales serían también recordadas por una frase de Motta, a la que siempre se refería en ruedas de prensa, cuando nadie daba un duro por el equipo: "la ópera no termina hasta que canta la gorda".
Grevey continuó su progresión en el equipo, afianzándose como base titular, consiguiendo en la temporada 1980-81 los mejores números de su carrera, 17,5 puntos y 4,0 asistencias por partido. Pero los Bullets estaban en franca decadencia, y ese año ni siquiera consiguieron clasificarse para los playoffs. En la temporada 1982-83 Grevey sufrió una lesión de rodilla que le hizo perderse la mitad de la competición, tras la cual no volvió a ser el mismo. Al año siguiente fue traspasado a Milwaukee Bucks a cambio de una futura segunda ronda del draft, pero su función en este equipo no pasó de dar minutos de descanso a Sidney Moncrief y Tiny Archibald. Al término de la temporada 1984-85, con 31 años, se retiró definitivamente. 
Años más tarde, cuando su antiguo compañero Mitch Kupchak llegó a ser el general manager de los Lakers, le ofreció a Grevey un puesto de ojeador para el equipo, trabajo que desarrolla en la actualidad.

## Estadísticas de su carrera en la NBA
|  | Denota temporadas en las que fue Campeón de la NBA |
|  | Líder de la liga                                   |

### Temporada regular
| Año      | Equipo     | PJ  | PT | MPP  | %TC  | %3P  | %TL  | RPP | APP | ROB | TPP | PPP  |
| -------- | ---------- | --- | -- | ---- | ---- | ---- | ---- | --- | --- | --- | --- | ---- |
| 1975–76  | Washington | 56  | -  | 9.0  | .371 | -    | .897 | 1.1 | 0.5 | 0.2 | 0.1 | 3.8  |
| 1976–77  | Washington | 76  | -  | 17.2 | .423 | -    | .664 | 2.3 | 0.9 | 0.4 | 0.1 | 6.9  |
| 1977–78† | Washington | 81  | -  | 26.2 | .448 | -    | .789 | 3.6 | 1.9 | 0.8 | 0.2 | 15.5 |
| 1978–79  | Washington | 65  | -  | 28.6 | .453 | -    | .772 | 3.6 | 2.4 | 0.7 | 0.2 | 15.5 |
| 1979–80  | Washington | 65  | -  | 28.0 | .412 | .370 | .867 | 2.9 | 2.7 | 0.9 | 0.2 | 14.0 |
| 1980–81  | Washington | 75  | -  | 34.9 | .453 | .331 | .841 | 2.9 | 4.0 | 0.9 | 0.2 | 17.2 |
| 1981–82  | Washington | 71  | 62 | 30.5 | .439 | .341 | .855 | 2.7 | 2.1 | 0.6 | 0.3 | 13.3 |
| 1982–83  | Washington | 41  | 11 | 18.4 | .388 | .395 | .783 | 1.2 | 1.2 | 0.4 | 0.2 | 7.2  |
| 1983–84  | Milwaukee  | 64  | 3  | 14.4 | .451 | .283 | .893 | 1.3 | 1.2 | 0.4 | 0.1 | 7.0  |
| 1984–85  | Milwaukee  | 78  | 6  | 15.2 | .448 | .242 | .822 | 1.3 | 1.2 | 0.4 | 0.0 | 6.1  |
| Total    | Total      | 672 | 82 | 22.7 | .437 | .334 | .817 | 2.4 | 1.9 | 0.6 | 0.2 | 11.0 |

### Playoffs
| Año      | Equipo     | PJ  | PT | MPP  | %TC  | %3P   | %TL   | RPP | APP | ROB | TPP | PPP  |
| -------- | ---------- | --- | -- | ---- | ---- | ----- | ----- | --- | --- | --- | --- | ---- |
| 1975–76  | Washington | 2   | -  | 1.5  | .500 | -     | .000  | 0.0 | 0.0 | 0.0 | 0.0 | 1.0  |
| 1976–77  | Washington | 9   | -  | 25.0 | .409 | -     | .652  | 1.8 | 0.9 | 0.2 | 0.6 | 9.7  |
| 1977–78† | Washington | 21  | -  | 27.8 | .444 | -     | .811  | 2.9 | 2.0 | 0.5 | 0.1 | 15.5 |
| 1978–79  | Washington | 19* | -  | 27.7 | .398 | -     | .755  | 2.5 | 1.6 | 0.8 | 0.4 | 12.8 |
| 1979–80  | Washington | 2   | -  | 36.0 | .533 | .500* | 1.000 | 3.0 | 4.0 | 2.5 | 1.0 | 20.5 |
| 1981–82  | Washington | 7   | -  | 22.7 | .411 | .500  | .842  | 1.4 | 1.6 | 0.4 | 0.1 | 9.4  |
| 1983–84  | Milwaukee  | 5   | -  | 5.4  | .222 | .000  | .667  | 0.4 | 0.2 | 0.0 | 0.0 | 1.6  |
| 1984–85  | Milwaukee  | 5   | 0  | 5.6  | .308 | .000  | 1.000 | 0.4 | 0.4 | 0.4 | 0.0 | 2.4  |
| Total    | Total      | 70  | 0  | 23.2 | .420 | .500  | .784  | 2.1 | 1.5 | 0.5 | 0.3 | 11.2 |